# 一磷化二钴
一磷化二钴是一种无机化合物，化学式为Co2P。

## 制备
Co2P可以由钴和磷按化学计量比反应得到：
2 Co + P → Co2P
Co2P也可以通过硝酸钴六水合物和红磷的水热反应制备。利用氯化钴六水合物与白磷作反应物，溶剂为水和乙二醇时，可以得到花状的Co2P；溶剂为水和乙醇时，可以得到星形的Co2P。

## 应用
Co2P可以用作锂离子电池负极材料，其放电容量远高于石墨。